# 深圳公交10路
深圳公交10路，是来往于黄埔雅苑总站和东湖公园南门总站的干线公交，由深圳巴士集团股份有限公司运营。

## 线路简介
- 深圳公交10路由深圳巴士集团股份有限公司运营。
- 深圳公交10路是来往于黄埔雅苑总站和东湖公园南门总站的干线公交，该线路长12.74公里，上行共设22座车站，下行共设21座车站，配车28台（截至2014年1月），车型为比亚迪CK6100LGEV2，单程时间约为50分钟。
- 服务时间：06:00-00:00
- 发车间隔：07:30-09:00（4-6分钟/班）；17:30-18:00（5-7分钟/班）；09:00-17:30（6-8分钟/班）；19:00-23:00（8-10分钟/班）；06:00-7:30/23:00-00:00（10-20分钟/班）
- 该线的全部车长皆为女性。
- 该线开通于1983年前后。线路开通初期起讫站为“雅园宾馆 - 上步路北”，途经站点为：酱料厂，汽车站，东门，金城大厦，深圳旅店，中医院，广场，红岭路口，荔枝公园。1985年前后改为“黄贝岭 - 红荔西路”，1997年3月8日改为“华新村 - 新秀南”，2003年由华新村延长至市民中心（黄埔雅苑），2005年由新秀南延长至东湖公园南门总站，即现在的“黄埔雅苑总站 - 东湖公园南门总站”。
- 该线路横跨深圳罗湖、福田两大中心区域穿梭于深南东路、红岭中路、红荔西路，途径莲花山景点、市金融中心、商贸中心、医院密集型住宅区和中小学等地，平均日客运周转量达1.32万人次，是市内公交客运大动脉线路之一，也是深圳市“窗口”行业、两个文明建设的聚集点。
- 1997年3月8日，深圳首条三八红旗线路10路“三八线”正式开通运行。这条线路清一色的女司机，成为深圳公交行业一条流动的靓丽风景线！
- 自1997年3月8日成立“三八线”以来，10路线创造了连续20年安全行车无任何安全事故的奇迹，多次被全国妇联授予“三八”红旗集体称号，先后荣获全国、省、市、集团及公司授予的多项荣誉，涌现出“南粤建岗立业服务明星”、市“三八红旗手”、“优秀共产党员”、“优秀员工”、“杰出车长”、“顾客满意服务明星”、“优秀驾驶员”等一大批优秀女员工！

## 途径站点
- 往黄埔雅苑方向：东湖公园南门总站 - 黄贝岭 - 黄贝岭地铁站① - 冶金大厦 - 京鹏大厦 - 湖貝地鐵站 - 门诊部① - 人民桥 - 市公安局① - 荔枝公园① - 少儿图书馆 - 妇儿医院 - 圣廷苑酒店 - 华新村 - 园心苑① - 莲花二村② - 关山月美术馆② - 中心书城北 - 儿童医院 - 黄埔雅苑 - 黄埔雅苑总站

- 往东湖公园南门方向：黄埔雅苑总站 - 黄埔雅苑 - 儿童医院 - 中心书城北 - 关山月美术馆② - 莲花二村② - 园心苑① - 华新村 - 圣廷苑酒店 - 妇儿医院 - 少儿图书馆 - 荔枝公园① - 地王大厦 - 人民桥 - 门诊部① - 湖贝地铁站 - 京鹏大厦 - 冶金大厦 - 黄贝岭地铁站④ - 黄贝岭 - 罗湖行政服務大厅 - 东湖公园南门总站

## 历史
- 1983年前后，深圳公交10路开通，起讫站为“雅园宾馆 - 上步路北”
- 1992年11月23日，深圳市公共汽车公司10路、203路在全国率先推行无人售票。
- 1997年3月8日，成立10路“三八线”，起讫站为“华新村 - 新秀南”，当年10路的用车是深圳巴士集团新购入的广州客车GZK6101AD3来营运。
- 1997年，深圳市运输局授予10路“文明示范线路”；
- 1998年，深圳市妇联授予10路“三八红旗集体”；
- 1999年，该线路被公司评为“文明线路”；
- 2002年，该线路被全国妇联授予“全国三八红旗集体”；
- 2003年，深圳公交10路改线，由华新村延长至市民中心（黄埔雅苑），起讫站为“市民中心 - 新秀南”；
- 2004年，该线路用车由海格KLQ6116G取代沈飞SFQ6110F3，沈飞SFQ6110F3停场待报废；
- 2005年，深圳公交10路改线，由新秀南延长至东湖公园南门，起讫站为“黄埔雅苑 - 东湖公园南门”；该线路用车由广州客车GZK6101AD3全线替换为当时新购入金龙XMQ6116G；
- 2006年，该线路荣获深圳市“顾客最满意服务明星班组”；
- 2007年，由于深圳地铁2号线施工，新秀路东段封闭，10路改走沿河路，取消“古玩城、新秀市场、罗芳中学、罗湖体委（西向）”并增加停靠“黄贝岭”；
- 2008年，该线路被评为“文明服务示范线路”[1]；
- 2007年-2012年，该线路被深圳市交通局评为“五星级公交线路”[2][3]；
- 2011年，该线路用车新加入10辆五洲龙FDG6111HEVG2，同时也替换走部分金龙XMQ6116G，投放33、44、M204、M390等线路运营；
- 2014年，该线路用车由比亚迪CK6120LGEV1取代大部分金龙XMQ6116G成为10路主力车型，10路的XMQ6116G投入3、17、50、60等线路运营；
- 2016年，该线路用车由比亚迪CK6100LGEV2取代10路剩余的金龙XMQ6116G、五洲龙FDG6111HEVG2及大部分比亚迪CK6120LGEV1成为主力车型，金龙XMQ6116G报废；
- 2017年，该线路用车由比亚迪CK6100LGEV2取代10路剩余的比亚迪CK6120LGEV1，该线路正式回归清一色车型。

## 资料来源
1. ↑  .   [2011年2月5日]. （原始内容存档于2009年2月14日）. 6条公交线获授文明服务示范线路
2. ↑  http://news.sznews.com/content/2009-03/24/content_3653417.htm （页面存档备份，存于） 看看你每天乘坐的公交车是几星级的
3. ↑  http://news.163.com/10/0114/18/5T0QUOV2000120GR.html （页面存档备份，存于） 10路等20条线路被初评为五星级公交

- 4.【一日一线】深圳公交线路介绍 （页面存档备份，存于）
- 5.深圳巴士集团股份有限公司
- 6.深圳市交通运输委员会(深圳市港务管理局)
- 7.深圳10路“三八线”成立20周年！她们，用公交车轮丈量深圳！